# کریس مارتین (بازیکن فوتبال، زاده ۱۹۹۰)
کریس مارتین (انگلیسی: Chris Martin؛ زادهٔ ۲۱ ژوئیهٔ ۱۹۹۰) بازیکن فوتبال اهل بریتانیا است.
از باشگاه‌هایی که در آن بازی کرده‌است می‌توان به باشگاه فوتبال ناتینگهام فارست، باشگاه فوتبال پورت ویل، باشگاه فوتبال ایلکستون، و باشگاه فوتبال لیک تاون اشاره کرد.